# دامون میرانی
دامون میرانی (زاده ۱۳ مه ۱۹۹۶) یک بازیکن فوتبال اهل هلند است. وی برای باشگاه فوتبال ولندام بازی می‌کند.